# Умраниеспор
Умраниеспор (тур. Ümraniyespor) — турецкий футбольный клуб из стамбульского района Умрание, долгое время выступавший в Первой лиге страны. По итогам розыгрыша 2021/22 клуб занял в таблице второе место и впервые в своей истории вышел в Суперлигу. Домашние матчи команда проводит на стадионе «Умрание Хекимбаши Шехир», вмещающем 1600 зрителей.

## История
История «Умраниеспора» берёт своё начало в 1938 году. На протяжении большей части своей истории он играл на любительском уровне. В 1984 году клуб получил право выступить в Третьей лиге. В дебютном сезоне он занял 13-е место в своей группе. А уже в следующем чемпионате «Умраниеспор» стал последним в своей группе, выдав серию из 13 поражений подряд. Понижения в иерархии тогда не последовало, но и в следующем сезоне команда оказалась на самом дне турнирной таблицы, на этот раз отправившись на любительский уровень. В 1990 году «Умраниеспор» вернулся в третью лигу, продержавшись там следующие три года. Во второй половине сезона 1992/93 он вновь выдал серию из 13 поражений подряд и соответственно занял последнее место в своей группе.
В период с 1993 по 2011 год «Умраниеспору» удалось выступить в Третьей лиге лишь в сезоне 1999/2000. В первом сезоне (2011/12) после своего возвращения он стал 13-м в своей группе, в следующем — уже пятым, что позволило ему сыграть в плей-офф на повышение. В финале «Умраниеспор» был разгромлен командой «Чанаккале Дарданел» со счётом 0:5. Спустя год клуб уверенно выиграл свою группу, тем самым автоматически заработав продвижение во Вторую лигу.
В дебютном сезоне во Второй лиге «Умраниеспор» стал третьим в Третьей группе, а в плей-офф на продвижение уступил команде «1461 Трабзон», выиграв в первой домашней встрече с минимальным счётом, а в ответной проиграв со счётом 0:2, при этом пропустив решающий мяч на 90-й минуте с пенальти. В Кубке Турции «Умраниеспор» остановился на стадии третьего раунда, уступив «Истанбул Башакшехиру» 1:3, после первого тайма выигрывая и играя в большинстве. Спустя год команда победила в своей группе и впервые в своей истории вышла в Первую лигу.
Дебютный сезон в Первой лиге «Умраниеспор» начал неудачно, занимая последнее место после седьмого тура и без единой победы. 18 октября главным тренером был назначен Эркан Сёзери и уже в следующем матче команда одержала свою первую победу. Более того, со временем «Умраниеспор» и вовсе сумел оказаться в зоне плей-офф за выход в Суперлигу, но 7-матчевая безвыигрышная серия на финише отбросила его на восьмое место. В Кубке Турции 2016/17 «Умраниеспор» сумел занять в своей группе второй место, опередив клуб Суперлиги «Бурсаспор», а в 1/8 финала уступил «Коньяспору» в дополнительное время, выигрывая с минимальным счётом вплоть до 84-й минуты.
В сезоне 2017/18 «Умраниеспор» возглавил главный тренер Байрам Бекташ, чемпион Турции 2002/03 в составе «Бешикташа». Команда к восьмому туру смогла возглавить турнирную таблицу в Первой лиге.

## Текущий состав
| №  |               | Поз. | Имя                                      | Год рождения |
| -- | ------------- | ---- | ---------------------------------------- | ------------ |
| 1  | Флаг Турции   | Вр   | Серкан Кырынтылы                         | 1985         |
| 2  | Флаг Турции   | Защ  | Мерт Йылмаз (в аренде из «Антальяспора») | 1999         |
| 5  | Флаг Турции   | Защ  | Мустафа Чакыр                            | 1986         |
| 6  | Флаг Турции   | ПЗ   | Тимур Темельташ                          | 1992         |
| 7  | Флаг Греции   | Нап  | Андреас Василояннис                      | 1991         |
| 8  | Флаг Турции   | ПЗ   | Булут Кая                                | 1989         |
| 9  | Флаг Болгарии | Нап  | Димитр Рангелов                          | 1983         |
| 10 | Флаг Турции   | Нап  | Бахадыр Ташделен                         | 1990         |
| 11 | Флаг Турции   | Нап  | Сердар Озбайрактар                       | 1981         |
| 14 | Флаг Турции   | ПЗ   | Ибрахим Акдаг                            | 1991         |
| 15 | Флаг Турции   | Защ  | Мехмет Седеф                             | 1987         |
| 17 | Флаг Турции   | Защ  | Огуз Джейлан                             | 1990         |
| 19 | Флаг Бразилии | ПЗ   | Клейтон                                  | 1983         |

| №  |                   | Поз. | Имя                                     | Год рождения |
| -- | ----------------- | ---- | --------------------------------------- | ------------ |
| 25 | Флаг Турции       | Вр   | Хюсейин Йылмаз                          | 1996         |
| 28 | Флаг Турции       | Защ  | Мертан Ачил                             | 1982         |
| 30 | Флаг Кот-д’Ивуара | ПЗ   | Жан-Армель Дроле                        | 1997         |
| 35 | Флаг Турции       | Вр   | Бурак Огюр                              | 1989         |
| 36 | Флаг Турции       | ПЗ   | Самет Асатекин                          | 1992         |
| 41 | Флаг Турции       | ПЗ   | Картал Йылмаз (в аренде из «Бешикташа») | 2000         |
| 52 | Флаг Турции       | Защ  | Бейтуллах Айдуван                       | 1997         |
| 53 | Флаг Турции       | Защ  | Мюджахит Албайрак                       | 1991         |
| 61 | Флаг Турции       | ПЗ   | Эмирджан Алтынташ                       | 1995         |
| 81 | Флаг Турции       | Защ  | Тарык Текдал                            | 1990         |
| 95 | Флаг Турции       | ПЗ   | Керем Аз                                | 1995         |
|    | Флаг Турции       | Вр   | Метин Эрол                              | 1987         |
|    | Флаг Габона       | Защ  | Аарон Аппиндангое                       | 1992         |